# Platygaster stefaniolae
Platygaster stefaniolae é uma espécie de insetos himenópteros, mais especificamente de vespas parasíticas pertencente à família Platygastridae.
A autoridade científica da espécie é Buhl, tendo sido descrita no ano de 1999.
Trata-se de uma espécie presente no território português.